# Luik-Bastenaken-Luik 1992
In 1992 werd de 78e editie verreden van de wielerwedstrijd Luik-Bastenaken-Luik op paaszondag 19 april 1992. 
De Belg Dirk De Wolf kwam solo aan de streep nadat hij op vijf kilometer van de streep was ontsnapt.
De wedstrijd was onderdeel van de wereldbeker.

## Uitslag
| Plaats  | Naam                  | Ploeg                 | tijd     |
| ------- | --------------------- | --------------------- | -------- |
| Winnaar | Dirk De Wolf          | Gatorade-Chateau d'Ax | 7u18'06" |
| 2       | Steven Rooks          | Buckler-Colnago-Decca | + 0'30"  |
| 3       | Jean-François Bernard | Banesto               | z.t.     |
| 4       | Davide Cassani        | Ariostea              | + 1'35"  |
| 5       | Tony Rominger         | CLAS-Cajastur         | + 2'00"  |
| 6       | Gérard Rué            | Castorama             | z.t.     |
| 7       | Gert-Jan Theunisse    | TVM-Sanyo             | z.t.     |
| 8       | Giorgio Furlan        | Ariostea              | z.t.     |
| 9       | Robert Millar         | TVM-Sanyo             | + 2'07"  |
| 10      | Edwig Van Hooydonck   | Buckler-Colnago-Decca | + 2'12"  |

1892 · 1893 · 1894 · 1895 - 1907 · 1908 · 1909 · 1910 · 1911 · 1912 · 1913 · 1914 · 1915 · 1916 · 1917 · 1918 · 1919 · 1920 · 1921 · 1922 · 1923 · 1924 · 1925 · 1926 · 1927 · 1928 · 1929 · 1930 · 1931 · 1932 · 1933 · 1934 · 1935 · 1936 · 1937 · 1938 · 1939 · 1940 · 1941 · 1942 · 1943 · 1944 · 1945 · 1946 · 1947 · 1948 · 1949 · 1950 · 1951 · 1952 · 1953 · 1954 · 1955 · 1956 · 1957 · 1958 · 1959 · 1960 · 1961 · 1962 · 1963 · 1964 · 1965 · 1966 · 1967 · 1968 · 1969 · 1970 · 1971 · 1972 · 1973 · 1974 · 1975 · 1976 · 1977 · 1978 · 1979 · 1980 · 1981 · 1982 · 1983 · 1984 · 1985 · 1986 · 1987 · 1988 · 1989 · 1990 · 1991 · 1992 · 1993 · 1994 · 1995 · 1996 · 1997 · 1998 · 1999 · 2000 · 2001 · 2002 · 2003 · 2004 · 2005 · 2006 · 2007 · 2008 · 2009 · 2010 · 2011 · 2012 · 2013 · 2014 · 2015 · 2016 · 2017 · 2018 · 2019 · 2020 · 2021 · 2022 · 2023 · 2024 · 2025